# Henri V de Schaumbourg
Henri V de Schaumbourg (né vers 1566 - † 15 octobre 1597) de la lignée cadette des comtes de Schaumbourg-Pinneberg seigneur de  Ge(h)men de 1581 à 1597

## Biographie
Henri V succède à son père Jobst II dans la seigneurie de Gemen.
Le 4 aout 1592 il épouse la comtesse Mechthild de la maison de Limburg Stirum (né le 18 aout 1561 - † 24 aout 1622), fille de
Hermann Georges de Limbourg Stirum (1540-1574) qui lui donne: 
- Jobst Hermann de Schaumbourg

Ce dernier n'est âgé que de quatre ans lors de la mort de son père et Metchtild de Limbourg doit assumer la régence de son fils de 1597 à 1614

## Sources
- (de) Carsten Porskrog Rasmussen, Elke Imberger, Dieter Lohmeier, Ingwer Momsen (Hrsg.): Die Fürsten des Landes. Herzöge und Grafen von Schleswig, Holstein und Lauenburg. Wachholtz, Neumünster 2008,  (ISBN 978-3-529-02606-5).
- Anthony Marinus Hendrik Johan Stokvis, Manuel d'histoire, de généalogie et de chronologie de tous les états du globe, depuis les temps les plus reculés jusqu'à nos jours, préf. H. F. Wijnman. éditions Brill Leyde 1890-93, réédition  1966, Volume  III, Chapitre VIII,  Tableau généalogique no 45 p. 119.